# Ploceus
Ploceus é um género de aves passeriformes da família Ploceidae, onde se classificam 63 espécies africanas e eurasiáticas de verdadeiros tecelões.
Os tecelões Ploceus são aves de pequeno porte, semelhante a um pardal. O grupo apresenta dimorfismo sexual significativo, sendo os machos mais coloridos e distintos. As fêmeas das várias espécies são muito parecidas, com plumagem baça e acastanhada, o que torna a sua identificação quase impossível com base apenas no aspecto exterior.
Estes tecelões são aves muito gregárias, que podem ser encontradas em bandos numerosos. Quase todas as espécies têm hábitos de nidificação gregários, enchendo as árvores com verdadeiras “cidades” de ninhos elaborados, geralmente pendentes a partir de ramos. Algumas espécies constroem apenas um ninho para todo o bando, com cavidades individuais para as fêmeas, que pode medir 2 metros de diâmetro e são reaproveitados de ano para ano. A estrutura do ninho, principalmente o modo de fixação ao ramo de árvore e forma da abertura, é um bom critério para a identificação das espécies de Ploceus.
Os tecelões alimentam-se de sementes.

## Espécies
- Ploceus bannermani
- Ploceus batesi
- Ploceus nigrimentum
- Ploceus baglafecht
- Ploceus bertrandi
- Ploceus pelzelni
- Ploceus subpersonatus
- Ploceus luteolus
- Tecelão-pequeno-de-mascarilha, Ploceus intermedius
- Tecelão-de-lunetas, Ploceus ocularis

- Ploceus nigricollis
- Ploceus melanogaster
- Ploceus alienus
- Ploceus temporalis
- Tecelão-do-cabo, Ploceus capensis
- Tecelão-amarelo, Ploceus subaureus
- Tecelão-dourado, Ploceus xanthops
- Ploceus princeps
- Ploceus aurantius
- Ploceus bojeri
- Ploceus castaneiceps

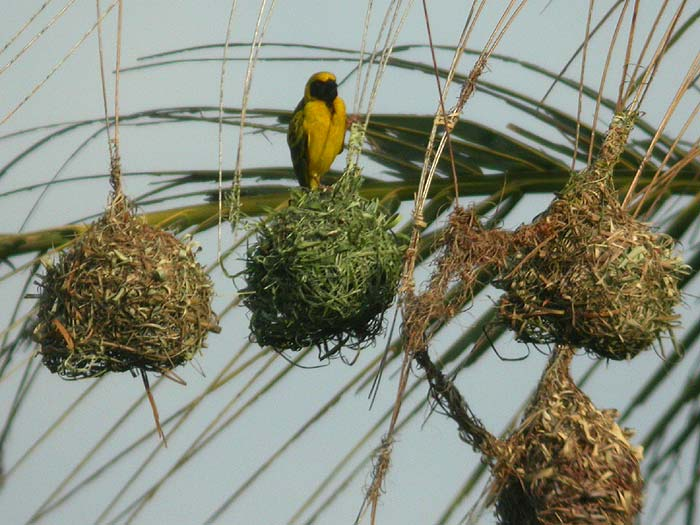
Ninhos de Ploceus cucullatus.

- Tecelão-de-garganta-castanha, Ploceus xanthopterus
- Ploceus castanops
- Ploceus burnieri
- Ploceus galbula
- Ploceus heuglini
- Ploceus taeniopterus
- Ploceus victoriae
- Ploceus vitellinus
- Tecelão-de-máscara, Ploceus velatus
- Ploceus katangae
- Ploceus ruweti
- Ploceus reichardi
- Tecelão-malhado, Ploceus cucullatus
- Ploceus grandis
- Ploceus spekei
- Ploceus spekeoides
- Ploceus nigerrimus
- Ploceus weynsi
- Ploceus golandi
- Tecelão-de-cabeça-preta, Ploceus melanocephalus
- Ploceus dicrocephalus
- Ploceus jacksoni
- Ploceus badius
- Tecelão-canela, Ploceus rubiginosus
- Ploceus aureonucha
- Ploceus tricolor
- Ploceus albinucha
- Ploceus nelicourvi
- Ploceus sakalava
- Ploceus benghalensis
- Ploceus manyar
- Ploceus philippinus
- Ploceus hypoxanthus
- Ploceus megarhynchus
- Tecelão-das-florestas, Ploceus bicolor
- Ploceus preussi
- Ploceus dorsomaculatus
- Ploceus nicolli
- Tecelão-de-cabeça-olivácea, Ploceus olivaceiceps
- Ploceus insignis
- Ploceus angolensis
- Tecelão-de-são-tomé, Ploceus sanctithomae
- Tecelão-da-perna-amarela, Ploceus flavipes